# 이와카미 유조
이와카미 유조(일본어: 岩上 祐三, 1989년 7월 28일 ~ )는 일본의 축구 선수이다.

## 구단 경력
그는 2011년부터 2024년까지 J리그의 쇼난 벨마레, 마쓰모토 야마가 FC, 오미야 아르디자, 더스파구사쓰 군마, SC 사가미하라에서 활동하였다.